# Дивље страсти
Дивље страсти (енгл. Wild Things) је еротски трилер филм из 1998. који је режирао Џон Макнотон. Главне улоге играју: Мет Дилон, Нев Кембел и Дениз Ричардс.

## Радња
Атрактивна средњошколка Кели Ван Рајан оптужује свог учитеља Сема Ломбарда за силовање. Највероватније је то урадила намерно јер он није подлегао њеним чарима. Неколико дана касније, друга студентица, Сузи Толер, оптужује Сема за исти злочин почињен пре годину дана. Полицајци Реј Дукет и Глорија Перез истражују. Они знају да је Сем живео са Келином мајком, богатом и моћном Сандром Ван Рајан. Ломбардо се за помоћ обраћа адвокату Кену Боудену, а он на суду „цепа” Сузи, која признаје да је лагала на Келијев захтев. Сем прима откупнину од 5 милиона долара. Али касније се испоставило да су ученици били у дослуху са учитељем, својим љубавником. Полицајац Реј Дукет сумња да је случај прљав и наставља истрагу...

## Улоге
| Глумац           | Улога                  |
| ---------------- | ---------------------- |
| Мет Дилон        | Сем Ломбардо           |
| Кевин Бејкон     | наредник Реј Дакет     |
| Нев Кембел       | Сузи Мари Толер        |
| Тереза Расел     | Сандра Ван Рајан       |
| Дениз Ричардс    | Кели Ланијер Ван Рајан |
| Дафни Рубен-Вега | детектив Глорија Перез |
| Роберт Вагнер    | Том Бакстер            |
| Бил Мари         | Кенет Боуден           |
| Боби Браун       | чистач                 |
| Марк Маколи      | Волтер                 |